# 휴 에드워즈

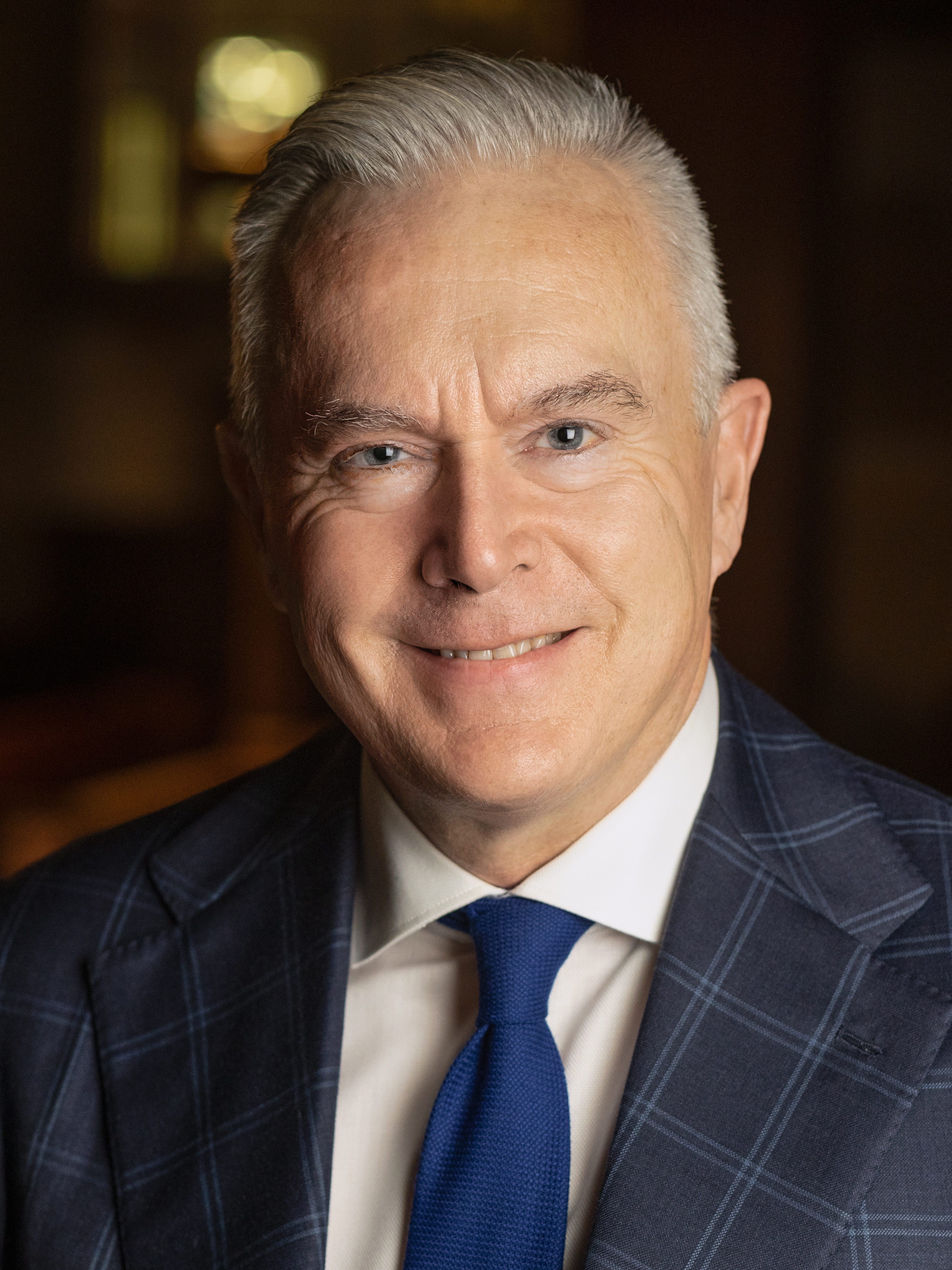
휴 에드워즈

휴 에드워즈(영어: Huw Edwards, 1961년 8월 18일 ~ )는 웨일스의 저널리스트, 진행자, 뉴스 리더이다. 그는 2003년부터 2023년까지 BBC의 늦은 저녁 뉴스 프로그램인 BBC 뉴스 앳 텐의 수석 진행자였다.
BBC에서 재직하는 동안 에드워즈는 국가 및 국제 행사의 보도를 닻을 올렸고, BBC의 국제 뉴스 채널인 BBC 월드 뉴스뿐만 아니라 BBC 뉴스 앳 식스, BBC 뉴스 앳 원, BBC 주말 뉴스 및 데일리 폴리틱스에서 때때로 구호 또는 주요 발표자로 여겨졌다. 그는 윌리엄 왕자와 캐서린 미들턴의 결혼식, 엘리자베스 2세의 다이아몬드와 플래티넘 주빌리, 해리 왕자와 메건 마클의 결혼식, 에든버러 공작 필립의 장례식, 엘리자베스 2세의 죽음과 국장, 찰스 3세와 카밀라의 대관식 등 주요 왕실 행사에 대한 BBC의 보도를 제공했다. 그는 또한 2006년부터 2020년까지 BBC 뉴스 채널에서 방송된 BBC 뉴스 앳 파이브에서 발표했다. 그는 2019년 12월 총선 보도의 주요 발표자였다.
2023년 7월, 에드워즈는 더 선에서 한 성적 위법 행위에 대한 혐의로 BBC에 의해 정직을 당했다. 사우스 웨일즈 경찰과 메트로폴리탄 경찰은 범죄 행위에 대한 증거를 찾지 못했다. 에드워즈는 우울증으로 병원에 입원했고, 2024년 4월 BBC에서 사임했다.